# Nasaan Ka Nang Kailangan Kita
Nasaan Ka Nang Kailangan Kita  es una serie de televisión filipina transmitida por ABS-CBN desde el 19 de enero hasta el 16 de octubre de 2015. Está protagonizada por Vina Morales, Denise Laurel, Jane Oineza y Loisa Andalio.

## Elenco

### Elenco principal
- Vina Morales como Cecilia Macaraig-Natividad.
- Denise Laurel como Toni Briones.
- Jane Oineza como Corrine Natividad.
- Loisa Andalio como Bea Natividad.
- Jerome Ponce como Ryan Briones.
- Joshua Garcia como Joel Galvez.
- Christian Vasquez como Leandro Natividad.

### Elenco secundario
- Aleck Bovick
- Christopher Roxas
- Sue Prado
- Johnny Revilla

### Participaciones especiales
- Dexie Daulat como Cecilia Macaraig (joven).
- Sue Ramirez como Cecilia Macaraig (adolescente).
- Ina Raymundo como Dolores Macaraig.
- Dominic Ochoa como Paciano Macaraig.
- Arron Villaflor como Leandro Natividad (adolescente).
- Beauty Gonzalez como Gina.
- Arran Sese como el amigo de Leandro.
- Jon Lucas como Allan.
- Kazel Kinouchi como Phoebe.
- Wendy Valdez como Imelda.
- Marc Carlos de Leon como Caloy.
- Lance Lucido como Caloy (joven).
- Hannah Valenzuela como Corrine Natividad (joven).
- Juvy Lyn Bison como Bea Natividad (joven).
- Kim Llono como Joel Galvez (joven).